# روي دوايت
روي دوايت (بالإنجليزية: Roy Dwight)‏ (9 يناير 1933 في المملكة المتحدة - 9 أبريل 2002 في المملكة المتحدة) هو لاعب كرة قدم بريطاني في مركز جناح ‏. لعب مع إبسفليت يونايتد وكوفنتري سيتي ونادي فولهام ونادي ميلوول ونوتينغهام فورست.

## وصلات خارجية
- روي دوايت على موقع قاعدة بيانات كرة القدم.إي يو (الإنجليزية)